# ۹۸ (میلادی)
۹۸ (میلادی) نود و هشتمین سال تقویم میلادی است.

## رویدادها
- ۲۷ ژانویه - تراژان به‌عنوان امپراتور جدید روم جانشین نروا می‌شود.

## درگذشتگان
- ۲۷ ژانویه - نروا، امپراتور روم